# Sint-Amands
Sint-Amands var en tidigare kommun i Belgien.   Den ligger i provinsen Antwerpen och regionen Flandern, i den centrala delen av landet, 25 km norr om huvudstaden Bryssel. Antalet invånare är 8 100. Sint-Amands gränsar till Bornem.
Omgivningarna runt Sint-Amands är en mosaik av jordbruksmark och naturlig växtlighet. Runt Sint-Amands är det tätbefolkat, med 476 invånare per kvadratkilometer. Kustklimat råder i trakten. Årsmedeltemperaturen i trakten är 9 °C. Den varmaste månaden är juli, då medeltemperaturen är 18 °C, och den kallaste är januari, med −1 °C.
Émile Verhaeren är från Sint-Amands.